# 愛荘町立図書館
愛荘町立図書館（あいしょうちょうりつとしょかん）は、滋賀県愛知郡愛荘町にある町立図書館である。愛荘町立図書館は愛知川図書館と秦荘図書館からなる。
2006年に秦荘町と愛知川町が合併して愛荘町が発足した。両町にはそれぞれ愛知川町立図書館と秦荘町立図書館があり、合併によって現在の名称となった。人口わずか2万人の町に2つの図書館があるため、休館日をずらすことで住み分けを図っている。

## 愛知川図書館

### 施設概要・サービス
- 延床面積：3,400平方メートル（びんてまりの館も含めて）
- 開館時間：10時 - 18時
- 休館日：月曜・火曜（整理休館は毎月最終水曜日）

### 特色
愛知川図書館の特徴のひとつは、愛知川びんてまりの館というギャラリーが併設されていることである。旧愛知川町地域に伝承される「びん細工てまり」は、NHKの『おしゃれ工房』ほか、さまざまなメディアで取り上げられている。一時期、伝承者が絶える危機もあったが、保存会が結成され、びんてまりの館を拠点に、活動をしている。びんてまりの館には、専任の学芸員が配置されており、保存会の支援のほか、ほぼ毎月、絵本の原画展や郷土史関係の展覧会が開催されている。
図書館の周囲にはビオトープが設置されていることも、特徴といえる。この空間は常に開放されており、休館日でも子供たちが遊ぶ姿がみられる。ひばりが営巣したことは、京都新聞に報道された。
図書館そのものは、身近な図書館を目指している。エントランスは、木製タイルの床材に電球を配するなど暖色系のデザインで、ガラス張りの開放的な空間を演出している。バリアフリーで、貸し出し用車椅子も完備している。閲覧席は、個人ブースや畳の部屋、AV閲覧コーナー、子供向けのお話し室など多彩。町域に住む在日外国人のために、ポルトガル語の書籍や新聞、雑誌も用意している。貸出し時に貸与される専用の手提げには、「くらしのなかにとしょかんを」と印刷されている。
地域・行政コーナーでは、郷土史関係の参考図書から町域のレストランのメニュー（複製）まで揃う。担当の司書が配置され、常に郷土の情報を収集し、図書館資料として還元している。町内の各自治会の広報誌も収集されている。愛知川小学校の生徒が総合学習の時間に作った郷土史の冊子も、蔵書として貸し出しできることは、ユニークな取り組みである。千葉大学の橋本裕之教授は、調べ学習の拠点のモデルとして、『心をそだてる 子ども歳時記12か月』（講談社）に愛知川図書館を取り上げた。
中庭に面した廻廊部分は、ガラス張りの展示コーナーになっており、地域住民の創作発表の場として活用されている。そのほか「玄関展示」と称して郷土資料担当の司書（学芸員）による郷土史の企画展が定期的に催され、その都度、簡易な形ではあるものの図録を発行している。
2005年には、『図書館活動記録』の冊子を編纂した。
2007年現在、職員は9名で構成されており、そのうち司書の有資格者は8名である。正規職員5名（館長およびびんてまりの館学芸員を含む）、嘱託職員2名、臨時職員2名。
2007年IRI（特定非営利活動法人知的資源イニシアティブ）主催の「Library of the Year 2007」大賞を受賞した。

## 秦荘図書館

### 施設概要・サービス
- 延床面積：1078平方メートル（ハーティーセンター秦荘の図書館部分）
- 開館時間：10時 - 18時
- 休館日：木曜・金曜（整理休館は毎月第1水曜日）

### 歴史
1973年に秦荘町中央公民館ができ、その中に図書室が設置されていた。また1982‐1984年頃に県の補助を得て、秦荘町内の全ての28字に草の根文庫が設置された。1995年4月1日に秦荘町立秦荘図書館がハーティーセンター秦荘内に設置される。

## 館長
- 愛知川町立図書館 愛荘町立愛知川図書館
  - 渡部幹雄（愛知川町立図書館 2000年12月12日 - 2006年2月12日、愛荘町立愛知川図書館 2006年2月13日 - 2008年3月31日）
- 秦荘町立秦荘図書館 愛荘町立秦荘図書館
  - 山田登美子（秦荘町立秦荘図書館長 1995年4月1日 - 2006年2月12日、愛荘町立秦荘図書館 2006年2月13日-2008年3月31日）
- 愛荘町立図書館
  - 初代 山田登美子（愛荘町立図書館長 2008年4月1日 - 2009年3月31日）
  - 2代 西河内靖泰（愛荘町立図書館長 2009年4月1日 - ）
  - 3代 平形ひろみ（愛荘町立図書館長 2012年4月1日 - ）
  - 4代 茶谷えりか（愛荘町立図書館長 2017年4月1日 - ）
  - 5代 三浦寛二（愛荘町立図書館長 2022年4月1日 - ）[6]

愛知川町立図書館長の渡部幹雄は、大分県緒方町、長崎県森山町で図書館をつくりあげた手腕を買われ、愛知川町立図書館の立ち上げにかかわった。著書に『図書館を遊ぶ-エンターテイメント空間を求めて』（新評論）等がある。